# Província de Nossa Senhora da Conceição dos Guarulhos
Província de Nossa Senhora da Conceição dos Guarulhos, chamada comumente outrora de “Conceição dos Guarulhos" ou simplesmente "Conceição”, era o nome que designava o atual município de Guarulhos, localizado na sub-região leste da Região Metropolitana de São Paulo. Até 1889 incluía o atual município de Mairiporã, que fazia parte da Freguesia do Juquery, posteriormente denominado como Villa do Juquery e no ano seguinte emancipado como Juquery. 

## História
Em 1880, com a assinatura da Lei Provincial de nº 34 de 24 de março, a Freguesia de Guarulhos, fundada em São Paulo dos Campos de Piratininga em 1685 foi elevada a Província de Nossa Senhora da Conceição dos Guarulhos, data da visita do imperador brasileiro Pedro II à região paulista.
Distante 3 léguas do centro de São Paulo, Nossa Senhora da Conceição dos Guarulhos era um local bastante esquecido dos paulistanos. Com muitas chácaras e fazendas e um centro urbano minúsculo, a região era quase um deserto de pessoas, com um número de habitantes que mal chegava a mil almas.
Contudo, em 1880, a localidade tinha particularidades políticas que faziam dela um grande problema para os políticos de São Paulo pertencentes ao Partido Liberal: A maioria dos eleitores na freguesia de Guarulhos eram conservadores.
A cidade quase não tinha edificações e apenas 92 habitantes sabiam ler e escrever. Sem polícia e sem muita ordem, Guarulhos após a emancipação passou a presenciar distúrbios e assassínios envolvendo posses de terra e propriedades.

### Limites pós-emancipação
A emancipação não determinou os limites territoriais da província. Em uma época em que o Império do Brasil e a Igreja Católica eram intimamente ligados, as divisas deveriam coincidir com o alcance das paróquias que o integravam. Segundo alguns historiadores, daí se poderia concluir que Arujá e Itaquaquecetuba (distritos de Mogi das Cruzes na época) pertenciam a Guarulhos, já que àquele tempo, a Igreja Matriz de Guarulhos centralizava a atividade religiosa daquelas povoações.

### Subdivisão
A província guarulhense era constituída até 1889, pela Freguesia do Juquery, antigo distrito de São Paulo transferido para Guarulhos em 24 de março de 1880, logo após a emancipação política. Em 1889 a freguesia passou à categoria de Vila. A província perdeu a maior parte de seu território no mesmo ano, após a vila ser emancipada devido a Lei Provincial nº 67 de 27 de março, sendo criado o município de Juquery, renomeado para "Mairiporã" em 1948 e hoje dividido entre quatro dos cinco municípios da sub-região norte da Região Metropolitana de São Paulo: Caieiras, Mairiporã (o qual o sucedeu), Francisco Morato e Franco da Rocha.

## Mudança de nome e fim da província
Durante a presidência de Jorge Tibiriçá Piratininga, a Lei Estadual nº 1.021, de 6 de novembro de 1906, passou a denominar a província, oficialmente, "Guarulhos".
A seguir, no dia 19 de dezembro de 1906, a Lei Estadual nº 1.038 elevava a Província de Guarulhos à categoria atual de cidade.